# Mukai Shōgen Tadakatsu

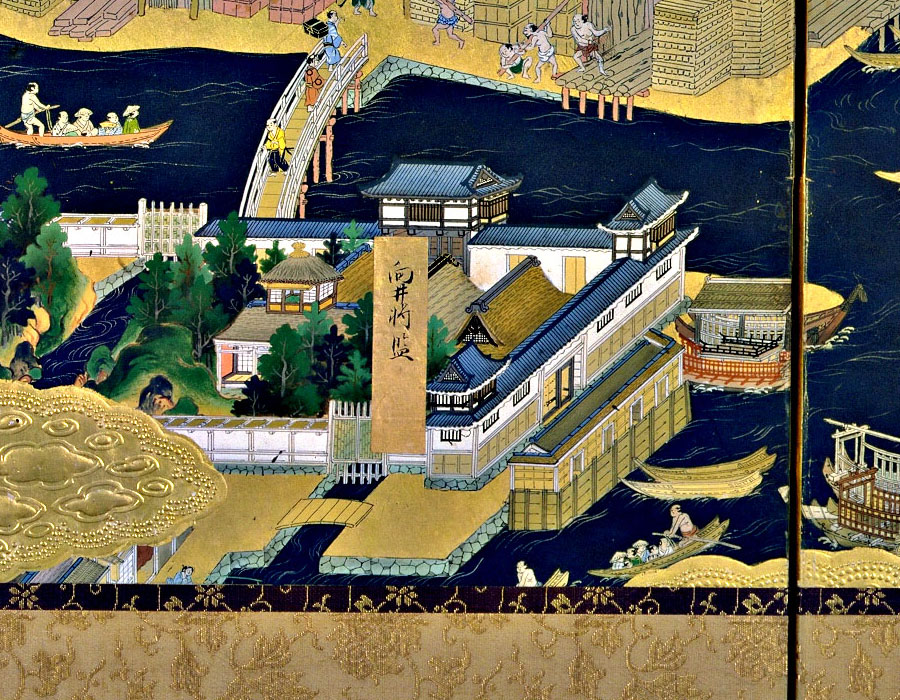
Residencia de Mukai Shogen en Edo, cuadro del.

Tadakatsu Mukai (1582-1641), más conocido como Mukai Shōgen (JP:向井将监), fue almirante de la flota japonesa (JP:お船手奉行) a las órdenes del Shogun Tokugawa Ieyasu durante el comienzo del Período Edo, a principios del siglo XVII.
Entre 1604 a 1606, en virtud de una orden de Tokugawa Ieyasu, Shogen Mukai, quien fue Comandante en Jefe de la Armada de Uraga, construyó en Japón el primer barco de estilo occidental junto con William Adams y carpinteros de la ciudad de Ito. El buque era de 80 toneladas, y les permitió recorrer y estudiar las costas japonesas. Después construyó un segundo barco del mismo tipo, este más grande pues era de 120 toneladas y capaz de navegar por alta mar, también por orden de Tokugawa Ieyasu. Posteriormente fue prestado, en 1610, a una embajada de España y cruzó el Océano Pacífico hasta México. Fue bautizado por los españoles como San Buena Ventura.
Consta en los registros japoneses que participó en la preparación de la embajada de Hasekura Tsunenaga a América y a Europa en 1615, dando su apoyo a la misión además de ceder a su carpintero jefe para la construcción del barco San Juan Bautista.
Cuenta Richard Cocks, jefe del puesto comercial inglés en Hirado, que junto con William Adams planearon con Mukai una invasión de Filipinas por las fuerzas japonesas para 1616. El plan nunca se llevó a cabo.
- Datos: Q711374